# Stanisław Trebunia
Stanisław Trebunia (ur. 16 lutego 1954 w Zakopanem) – polski biathlonista, medalista mistrzostw Polski, reprezentant Polski.

## Kariera sportowa
Był zawodnikiem WKS Legii Zakopane.
Reprezentował Polskę na mistrzostwach świata juniorów w 1975 (14. miejsce w biegu indywidualnym, 23. miejsce w sprincie i 8. miejsce w sztafecie) i  mistrzostwach świata seniorów w 1979 (25. miejsce w biegu indywidualnym, 53. miejsce w sprincie i 9. miejsce w sztafecie. 
Na mistrzostwach Polski seniorów wywalczył 10 medali:
- 1976: 3. m. w sztafecie (w barwach Polski II)
- 1977: 2. m. w sprincie
- 1978: 3. m. w sprincie
- 1979: 1. m. w sztafecie (w barwach WKS), 3 m. w biegu indywidualnym
- 1980: 1. m. w sztafecie (W barwach WKS), 1 m. w sprincie
- 1981: 1. m. w sztafecie (w barwach WKS), 2 m. w biegu indywidualnym, 3 m. w sprincie

Był także mistrzem Polski juniorów w biegu indywidualnym i w sprincie w 1975.
Na mistrzostwach Polski w narciarstwie klasycznym zdobył trzy medale: złoty w 1981 w sztafecie 4 x 5 km, srebrny w 1978 w biegu na 15 kilometrów i brązowy w 1978 w sztafecie 4 x 5 km
W 1974 zwyciężył w Biegu Sylwestrowym w Zakopanem.